# 圖帕克·印卡·尤潘基
圖帕克·印卡·尤潘基（克丘亞語：Tupaq Inka Yupanki，西班牙語：Túpac Yupanqui。「圖帕克」意為閃光的或超群出眾的；「印卡」是王室男子稱號；尤潘基是對印加君王的另一個典雅的稱號。），印加帝國君主（薩帕·印卡），約於1471年至1493年在位。圖帕克·印卡·尤潘基承繼先王帕查庫特克的帝國基業，在位期間大肆征伐，大大地擴充了印加版圖。

## 早年生活

### 受命出征
圖帕克·印卡·尤潘基是帕查庫特克的其中一名兒子（另一位兒子是阿馬魯），在王子時代，已投入軍政事務。據《印卡王室述評》的記載，印加王帕查庫特克在位時，為了讓年輕的王子見習用兵之術，就派他陪同卡帕克·尤潘基（帕查庫特克的兄弟）出征西北部的欽察蘇尤。圖帕克·尤潘基汲取了豐富的戰鬥經驗後，帕查庫特克派他為主將，出征秘魯西部的奇穆。經過曠日持久的消耗，印加軍因有大批增援部隊，圖帕克·尤潘基又以溫和的態度對待奇穆人的酋長，最終令敵方降服。圖帕克·尤潘基在那裡興修宮殿、水渠、糧倉、堡壘等設施，以方便印加人的管治，並派官員及士兵留駐，然後班師回朝。

### 處理國事
圖帕克·印卡·尤潘基在父親帕查庫特克晚年時期，曾被委任為印加帝國的共同執政者。

## 對外擴張

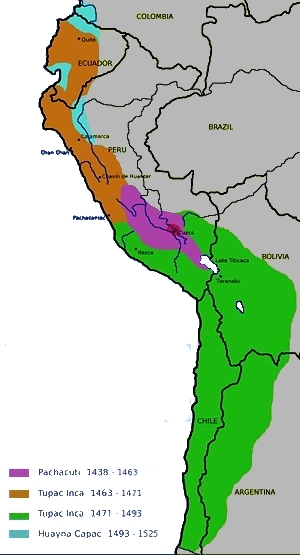
印加帝國領土擴張圖。其中褐色部份是圖帕克·印卡·尤潘基在王子時期所征服；綠色部份是圖帕克·印卡·尤潘基任薩帕·印卡期間所征服。

### 在西北的開拓
圖帕克·印卡·尤潘基在早年時期，便在西北欽察蘇尤地區發動征戰（這些戰事亦可能是在帕查庫特克在位時期進行，見上文），佔領卡薩馬卡、圖米萬巴、基多，把疆土伸延至厄瓜多爾沿海地帶。他拜訪了位於利馬附近的帕查卡馬克神廟，以慶祝印加帝國所取得的軍事勝利，並希望得到更多的「神諭」，以借助迷信管理國家。

### 南征智利等地

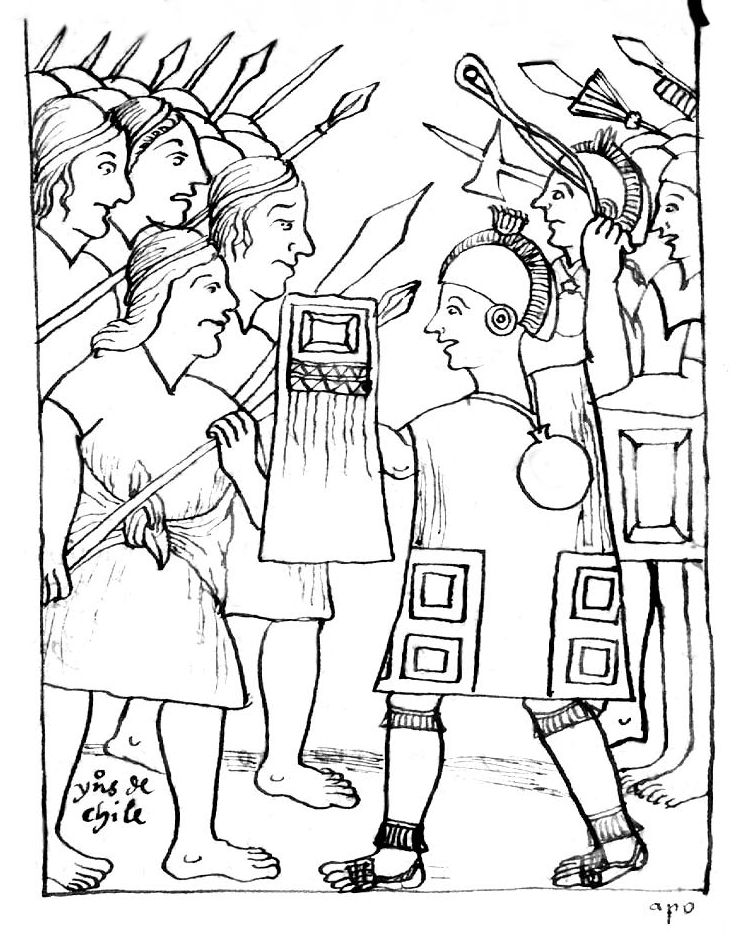
智利地區普魯毛卡人（左方）與印加人（右方）激戰的情形。

在南方，圖帕克·印卡·尤潘基派軍越過的的喀喀湖，佔領了位於玻利維亞的重鎮科恰班巴、阿根廷西北部及智利中北部。印加軍隊在南進過程中，所遇上過較大的反抗勢力，是位於智利中部毛利河一帶的普魯毛卡人。在重要戰役毛利河之戰中，普魯毛卡人與鄰近部落組成一支約一萬八千至二萬人的軍隊，與印加五萬大軍互相對峙。在曠日持久的爭持中，印加人雖多次游說對方歸降，但無法得逞。在談判無望後，印加軍與普魯毛卡軍展開連續三天的血戰，造成雙方大量折損，只好各自返回駐紮地點。最後，圖帕克·印卡·尤潘基下達命令，確定以毛利河為邊界，在他本人沒有下達任何新命令之前，部隊不許向前征服。至此，印加帝國完成在南方的擴張。

## 政務管理

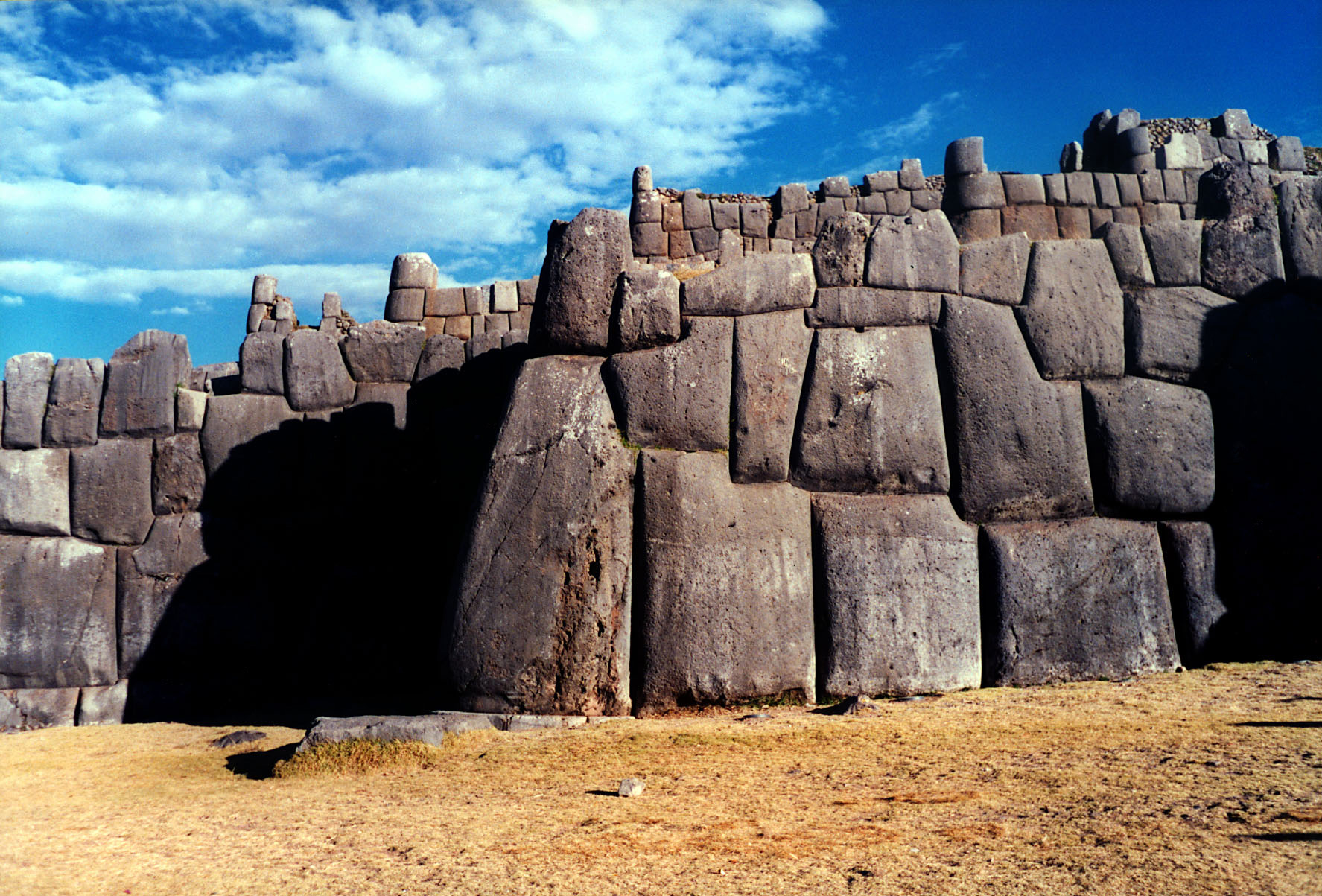
萨克塞华曼──位於印加帝國國都庫斯科以北。圖帕克·印卡·尤潘基在先王帕查庫特克營建基礎上繼續興修。

圖帕克·印卡·尤潘基取得大片征服地後，便著手於政務管理。為了彰顯對太陽神「因蒂」的崇拜及其個人的豐功偉績，他大事興修堡壘、太陽神廟、太陽貞女宮。在社區建設上，他營造王室糧倉及公共糧倉，開鑿大型水渠，墾殖梯田，以穩定政府稅收及人民生活。
圖帕克·尤潘基對國都庫斯科的城堡興修工程特別感興趣。早在其父帕查庫特克在位時，便興建一座位於萨克塞华曼的堡壘。圖帕克·尤潘基致力放父親的未竟之功，動用大量人手，從高山地區把巨石運過來，然後用巧妙的技術堆砌起來。日後，西班牙人對這項工程大感詫異，一位神父龐塞·德阿科斯塔這樣形容：「為完成根據印卡王命令在科斯科和王國其他地方興建的這類工程，從王國各地徵調了大批印第安人。這些工程規模非常之大，更令人吃驚的是，他們不使用灰漿，也沒有鐵製或鋼製工具來切割和打磨石料，更沒有機械和工具來遠載石料。儘管如此，石料卻打磨得如此平整精細，許多地方連石塊之間的接縫也看不出來。……許多石塊碩大驚人，如不親眼目睹就難以置信。」

## 去世
圖帕克·印卡·尤潘基在庫斯科大事興建一番之後，便患病去世，由王儲瓦伊納·卡帕克繼承王位。印加人按照傳統，把圖帕克·尤潘基的遺體塗上防腐劑而成木乃伊。據印卡·加西拉索·德拉維加所說，在1559年時他還能看到這具木乃伊。

## 評價
圖帕克·印卡·尤潘基在印加歷史裡，被視為一位平易和藹的指揮者，並有著出色的軍事本領。他一身致力於開疆拓土，故在他去世時，已把印加擴展成北抵厄瓜多爾，南至智利中部的大帝國。按學者Nigel Davies的計算，那等如是亞歷山大帝國的長度。

## 外部連結
- （英文）.   [2008-07-01]. （原始内容存档于2008-10-29）.
- （英文）.   [2008-07-01]. （原始内容存档于2020-11-12）.

| 前任： 帕查庫特克 | 薩帕·印卡 約1471年-1493年 | 繼任： 瓦伊納·卡帕克 |